# Raimund I. Trencavel

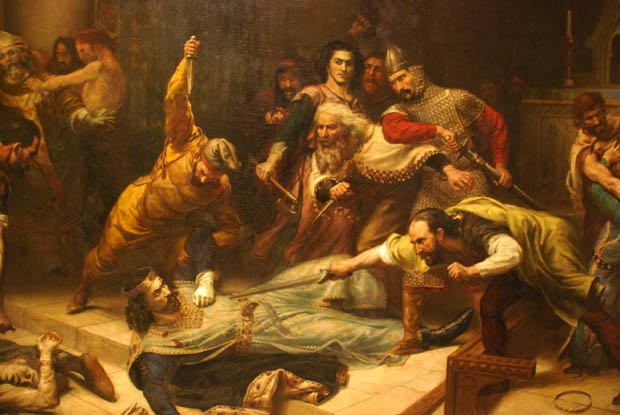
Die Ermordung von Raimund I. Trencavel, von Joseph-Noël Sylvestre

Raimund I. Trencavel, oft einfach Raimund von Béziers genannt, († 15. Oktober 1167 in Béziers) war seit 1129 ein Vizegraf von Béziers und Agde aus der Familie der Trencavel. Seit 1150 war er zudem Vizegraf von Carcassonne, Razès und Albi.
Raimund war der zweite von drei Söhnen des Bernard Aton IV. Trencavel und der Cecile von Provence, einer Tochter des Grafen Bertrand II. von Provence. Beim Tod des Vaters 1129 wurde das umfangreiche Erbe wie folgt unter den Söhnen verteilt:
- Roger I. Trencavel: bekam die Vizegrafschaften Carcassonne, Razès und Albi
- Raimund I. Trencavel: bekam die Vizegrafschaften Béziers und Agde
- Bernard Aton V. Trencavel: bekam die Vizegrafschaft Nîmes

## Leben
Raimund war für seinen geerbten Besitz ein Vasall des Alfons Jordan von Toulouse, den er 1147 auf den zweiten Kreuzzug in das Heilige Land begleitete. Nachdem der Graf dort 1148 gestorben war, kehrte Raimund wieder in die Heimat zurück. 1150 starb sein älterer Bruder, Roger I. Trencavel, dessen Erbe vollständig auf Raimund fiel. Seinen jüngeren Bruder, Bernard Atton V. Trencavel, entschädigte er lediglich mit Agde. Raimund stand nun in einem doppelten Lehnsverhältnis, denn für Carcassonne und Razès war der Graf von Barcelona sein Lehnsherr, dem er auch huldigte. 
Sofort geriet Raimund mit Graf Raimund V. von Toulouse in Konflikt, nachdem er 1151 einen Beistandspakt mit der Vizegräfin Ermengarde von Narbonne schloss. Die Vizegräfin war ebenfalls eine Vasallin von Toulouse, dessen Graf die Gelegenheit gekommen sah, ihr Territorium mit seiner Domäne zu vereinen. Raimund hingegen versuchte einen weiteren Machtgewinn von Toulouse zu verhindern und da seine „katalanischen“ Lehen das Land der Vizegräfin umschlossen, konnte er als ihr Schutzherr auftreten. Der Konflikt mündete 1153 in der Gefangennahme Raimunds durch den Grafen von Toulouse, aus der er sich im folgenden Jahr nach einer Zahlung von 3.000 Silbermark wieder freikaufen konnte. 
Im Jahr 1159 kam für Raimund die Gelegenheit zu einem offensiven Vorgehen gegen Toulouse. Ermöglicht wurde dies durch Heinrich II. Plantagenet, der im Namen seiner Frau, der Herzogin Eleonore von Aquitanien, vermeintliche Rechte auf Toulouse einforderte und mit einem großen Heer auf die Stadt zu marschierte. Raimund schloss sich diesem Heerzug an und steuerte eigene Truppen zur Belagerung der Stadt Toulouse bei. Ein Sieg durch die Verbündeten wurde allerdings von dem französischen König Ludwig VII. verhindert, der in die Stadt einzog und sich den Belagerern zu erkennen gab. Da Plantagenet in einem Abhängigkeitsverhältnis zur Krone Frankreichs stand, sah er sich genötigt die Belagerung abzubrechen. Raimund selbst war mit seinen Truppen nicht in der Lage, die stark befestigte Stadt zu nehmen und musste sich ebenfalls zurückziehen. In den folgenden Jahren stellte sich ein Gleichgewicht der Kräfte zwischen den Fürsten des französischen Südens ein, das 1163 einen formellen Frieden zwischen Raimund und dem Grafen von Toulouse ermöglichte. Dabei bekam er sogar die Lösegeldsumme zurückerstattet, mit der er sich einst hatte frei kaufen müssen.

## Tod
Am 15. Oktober 1167 nahm Raimund seine richterlichen Aufgaben in Béziers war, wo er in einem Konflikt zwischen einem Adligen und einem Bürger der Stadt zu Gericht saß. Dabei urteilte er zugunsten des Adligen und verhängte über den Bürger ein mildes Strafmaß. Dennoch empörte sich das Bürgertum von Béziers gegen das Urteil und arrangierte ein Treffen mit dem Vizegrafen. Dazu erschienen die Stadtabgeordneten aber bewaffnet und erschlugen Raimund, der sich in die Kirche Sainte-Madeleine geflüchtet hatte. Béziers wurde für diese Tat mit einem päpstlichen Interdikt verhängt.
Über vierzig Jahre später, während des Albigenserkreuzzuges, rechtfertigte der Chronist Pierre des Vaux de Cernay das Massaker an der Bevölkerung von Béziers (1209) als Strafe Gottes für den Mord an dem Vizegrafen.

## Nachkommen
Raimund Trencavel war nacheinander mit zwei Damen, Adelheid und Saurice, verheiratet. Mit ihnen hatte er mehrere Kinder, darunter:
- Cecile († um 1167), ⚭ mit Graf Roger Bernard I. von Foix
- Roger II. Trencavel († 1194), Vizegraf von Carcassonne, Béziers, Razès und Albi
- namentlich unbekannte Tochter, ⚭ mit Vizegraf Sicard V. von Lautrec
- Beatrix († 1193), ⚭ mit Graf Raimund VI. von Toulouse